# Sarnami Hindoestani
Het Sarnami Hindoestani (officiële spelling: Sarnámi Hindustáni), ook wel Surinaams Hindoestaans in het Nederlands, meestal kortweg Sarnami genoemd is een Indo-Arische taal en de Surinaamse variant van het Caraïbisch-Hindoestani. De taal ontstond door een vermenging van de verschillende talen en dialecten die door Brits-Indische contractarbeiders werden gesproken.
De Indo-Arische talen die de basis vormden voor de ontwikkeling van het Sarnami bestaan uit Bhojpuri, Awadhi en Hindoestani (Hindi-Urdu), en in mindere mate van andere talen, zoals Magadhi, Maithili en Braj. Er zijn ook leenwoorden in opgenomen vanuit andere talen van Suriname, zoals het Nederlands, Engels, Sranan en het Portugees. Het wordt tegenwoordig gezien als de moedertaal van de Hindoestanen.

## Ontstaan
De taal ontstond voornamelijk door vermenging van verschillende dialecten of taalvarianten uit en rond Noord-India en Zuid-Nepal, in de huidige staten Uttar Pradesh, Bihar en Bengalen. de gebieden waar de circa 34.000 contractarbeiders die tussen 1873 en 1916 naar Suriname vandaan werden gehaald door de Nederlandse koloniale overheid, om de intussen bevrijde slaven als arbeidskrachten te vervangen. Circa 23.000 van hen besloten zich na afloop van het tienjarig contract blijvend in Suriname te vestigen.
Het woord Sarnami betekent letterlijk "Surinaams". De naam Sarnami Hindoestani werd voor het eerst gebruikt in 1961 door J.H. Adhin.

## Status
De taal is de moedertaal van maximaal circa 500.000 Surinaamse mensen binnen en buiten Suriname. De circa 150.000 Sarnami-sprekers in Suriname wonen in het noordelijk kustgebied. Daarnaast wordt het Sarnami ook door vele, met name oudere Surinaamse immigranten in Nederland gesproken. Buiten Suriname worden andere varianten van het Caraïbisch-Hindoestani ook gesproken door de hindoestanen die in Trinidad en Guyana wonen.
Waar het Standaard Hindoestani (Hindi-Urdu) ook binnen Suriname geldt als een prestigetaal, wordt het Sarnami algemeen gezien als volkstaal en soms  als een erfgoedtaal of heritage language.

## Spelling
In Suriname wordt het Sarnami geschreven in het Latijnse alfabet, terwijl het Hindi en andere Hindoestanitalen/dialecten in het devanagari wordt geschreven. In 1986 kreeg de intussen ontwikkelde voorlopige standaardspelling van het Sarnami officieel goedkeuring van de Surinaamse overheid. Er is nu ook een Sarnami Woordenboek met een deel Nederlands-Sarnami en een deel Sarnami-Nederlands, samengesteld door Eline Santokhi en Lydius Nienhuis. Van dezelfde auteurs verscheen in 2006 500 Spreekwoorden en Gezegden uit het Sarnami en het Hindi.
Hindoestaanse Surinamers die hebben bijgedragen aan het op schrift stellen van de grammatica en de woordenschat waren onder meer de gebroeders Jit Narain en Rabin Baldewsingh, en Moti Marhé, de grondlegger van de Sarnami emancipatiebeweging (1971). Dr. Theo Damsteegt heeft de belangrijkste bijdragen geleverd tot de wetenschappelijke beschrijving van de taal.

## Literatuur

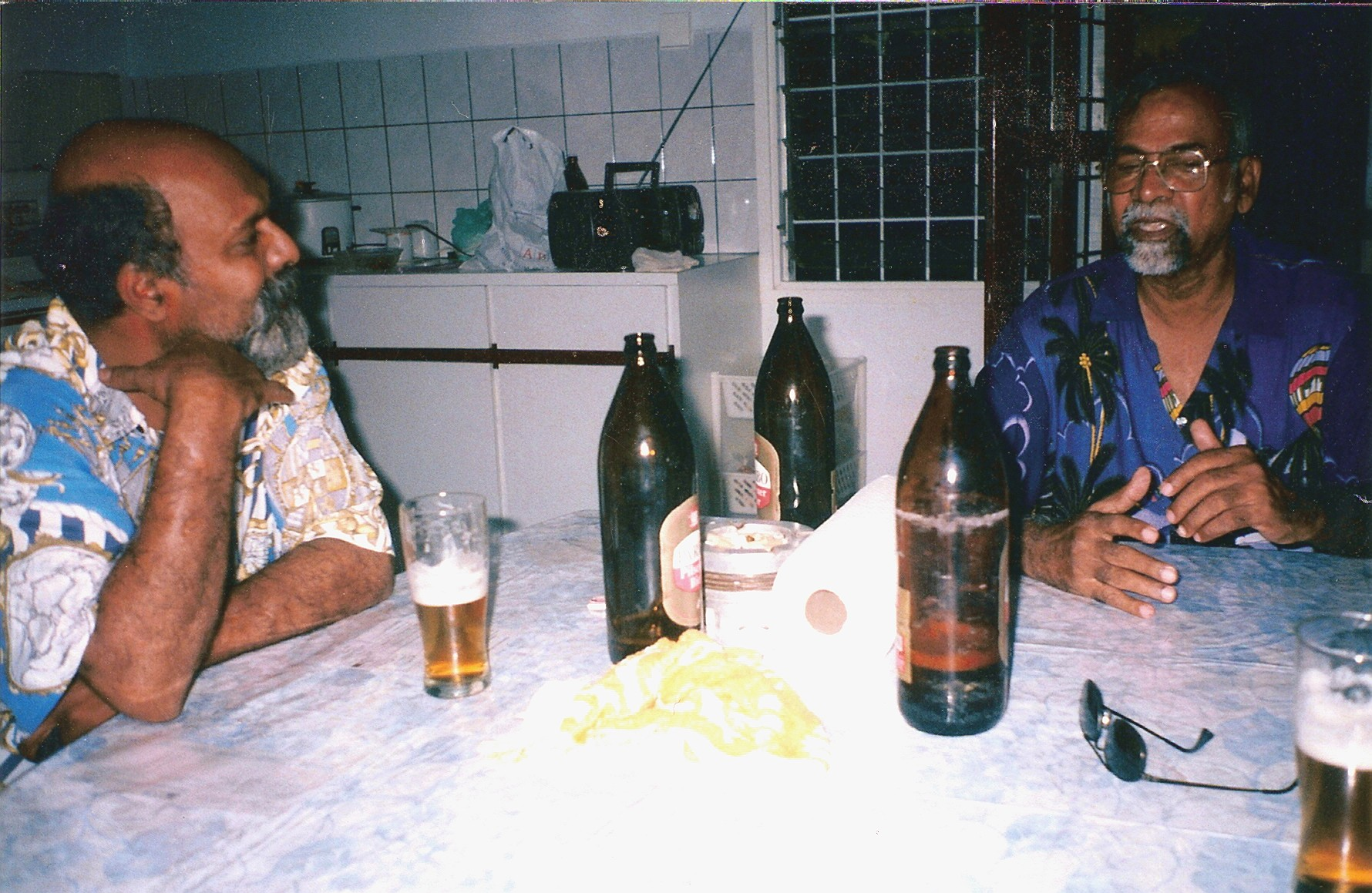
Twee belangrijke dichters: Jit Narain en Shrinivási

## Kenmerken
De meeste invloed op het Sarnami heeft allereerst het Bhojpuri en het Awadhi (een variant van het Purvi-Hindi) en daaraan verwante Biharitalen gehad; daarnaast ook het Magadhi en het Hindoestani in het algemeen. Ook is het Sarnami beïnvloed door andere talen van Suriname, zoals als het Sranantongo, het Nederlands en het Engels. Veel leenwoorden uit die talen zijn in Sarnamiwoorden terug te herkennen, zoals respectievelijk hakua (Sranan: bacove), nemnar (Ned.: limonade) en bingha (Eng.: vinegar (azijn)).
Het verschil met het Standaardhindi zit voornamelijk in de grammatica. Het Sarnami kent bijvoorbeeld niet de twee naamvallen uit het Hindi, evenmin mannelijke/vrouwelijke invloed op de uitgang van het bijvoeglijk naamwoord. Sarnami staat grammaticaal dan ook dichter bij het Bengaals dan bij het Hindi. Een invloed van het Nederlands op de Sarnamigrammatica is bijvoorbeeld dat de stam van het werkwoord en de gebiedende wijs overeenkomen (doe, schrijf, ga). De syntaxis van de twee talen is nagenoeg gelijk.

## Voorbeeldzinnen en -woorden

### Woorden
- Aadamie = man
- Aadj = vandaag
- Aagé = vooruit
- Aagie = vuur
- Aańkhie = oog
- Aasmaan = lucht
- Aawé = komen
- Adja = De vader van jouw vader
- Adjie = De moeder van jouw vader
- Andhéra = donker
- Andjor = helder
- Aspataal = ziekenhuis
- Aurat = vrouw
- Baaithé = zitten
- Baap = vader
- Bahoet = veel
- Bakra = geit
- Banaawé = maken
- Baries = jaar
- Barka = groot
- Batiaai = spreken
- Batja/Larrka = kind
- Behien = zus
- Bel karé = bellen
- Béta = zoon
- Bétie = dochter
- Bhaai = broer
- Biedjalie = bliksem
- Biegé = gooien
- Biehaań = morgen
- Bielaar = kat
- Biephé = donderdag
- Boedh = woensdag
- Bolé = zeggen
- Daroe = alcohol
- Darr = bang
- Déhie = lichaam
- Dékhé = zien
- Dés = land
- Déwé = geven
- Dharé = zetten
- Dhoedh = melk
- Dhowé = wassen
- Diel = hart
- Dien = dag
- Djaai = gaan
- Djaané = weten
- Djamien = aarde
- Djanawar = dier
- Djaran = haat
- Djawaab = antwoord
- Djhoeth = leugen
- Djiewan = leven
- Doekaan = winkel
- Doekh = verdrietig
- Doenieja = wereld
- Doksa = eend
- Gaai = koe
- Gaawé = zingen
- Galat = fout
- Garrhoe = zwaar
- Ghar = huis
- Ghoemé = dwalen
- Ghoorra = paard
- Gieré = vallen
- Goesaai = boos
- Gorr = voet
- Haa = ja
- Haath = hand
- Haathie = olifant
- Halloek = licht
- Haphta = week
- Hauwa = wind
- Howé = gebeuren
- Ietwár = zondag
- Kaal = gisteren
- Kaan = oor
- Kaatté = snijden
- Kaprré = kleren
- Karé = doen
- Khaai = eten
- Khaaik = eten
- Khélé = spelen
- Khodjé = zoeken
- Khoes = gelukkig
- Kiené = kopen
- Koedé = springen
- Koetta = hond
- Kosies/Probérie karé = proberen
- Lamba = lang
- Launda = jongen
- Léwé = nemen
- Maai = moeder
- Maané = betekenen
- Maańgé = willen
- Mahiena = maand
- Manaai = mens
- Mangan = opgewekt
- Mangár = dinsdag
- Matjarie = vis
- Maut = dood
- Mielé = mengen
- Moeńh = mond
- Moerga = kip
- Moerrie = hoofd
- Mota = vet
- Naa = nee
- Naak = neus
- Naata = kort
- Nana = De vader van jouw moeder
- Nanie = De moeder van jouw moeder
- Nietjé = omlaag
- Oeppar = omhoog
- Paaisa = geld
- Paanie = water
- Paatjé = achteruit
- Paawé = vinden
- Pahaarr = berg
- Pakké = koken
- Palwaar = familie
- Parrhé = lezen
- Patharie = maag
- Patra = mager
- Paurré = zwemmen
- Pérr = boom
- Piejé = drinken
- Pjaar = lief
- Poetjé = vragen
- Raat = nacht
- Rahé = blijven
- Rakhé = opslaan
- Saańdjh = avond
- Sabéré = ochtend
- Sahie = juist
- Samdjhé = begrijpen
- Samoender = zee
- Sanietjár = zaterdag
- Satj = waarheid
- Sawaal = vraag
- Siekhé = leren
- Soeddha = kalm
- Soekkár = vrijdag
- Soené = luisteren
- Soeté = slapen
- Somár = maandag
- Sotjé = denken
- Taaké = kijken
- Tém = tijd
- Thorra = weinig
- Tjaahé = houden van
- Tjalé = lopen
- Tjauńrie= meisje
- Tjhaatie = borst
- Tjota = klein
- Soenna = nul
- Ék = een
- Doei = twee
- Tien = drie
- Tjaar = vier
- Paańtj = vijf
- Tjau = zes
- Saat = zeven
- Aath = acht
- Nau = negen
- Das = tien
- Gjaara = elf
- Baarah = twaalf
- Térah = dertien
- Tjhaudah = veertien
- Pandrah = vijftien
- Solah = zestien
- Sattarah = zeventien
- Atharah = achttien
- Oennies = negentien
- Bies = twintig
- Ties = dertig
- Tjaalies = veertig
- Patjaas = vijftig
- Saath = zestig
- Sattar = zeventig
- Assie = tachtig
- Nabbé = negentig
- Sau = honderd
- Hadjaar = duizend
- Laakh = honderdduizend
- Das Laakh = miljoen

### Zinnen
- Ram Ram = Hallo
- Sita Ram = Tot ziens
- Kaisé bhaté? = Hoe gaat het?
- Sab tjiedj atja hé. = Alles gaat goed.
- Baap ré baap. = (Wordt gebruikt als) O mijn God.
- Ham djaaila. = Ik ga.
- Toe djaa. = Ga jij.
- Tor naam kaa bha? = Hoe heet je?
- Hamaar naam ... bha. = Ik heet ...
- Ham khaai tjoeklie. = Ik heb al gegeten.
- Djaa hieja sé! = Ga weg!
- Dékh = kijk
- Toe kaa bolé? = Wat zeg jij?
- Toe kauntjie karé hé? = Wat doe jij?
- Djahań oe djaai, tahań ham djaab. = Waar hij/zij ook gaat, ik ga.
- Toe sab hamaar baat kab maniejo? = Wanneer zullen jullie naar mij luisteren?
- Ie égo djagah djaun mé manaai log rahé hé. = Dit is een plek waar mensen wonen.
- Ham khallie satjwa boliela = Ik zeg alleen de waarheid.
- Ab kauntjie hooi? = Wat zal er nu gebeuren?
- Kaa bhaail? = Wat is er gebeurd?
- Ké aais? = Wie kwam?
- Oe sab kahaa djaawé hé? = Waar gaan ze heen?
- Toe kaahé hieja par hé? = Waarom ben jij hier?
- Ham na djaniela. = Ik weet het niet.
- Ham ... ké bhatie. = Ik kom uit ...
- Hindoestanie mé batiaawo, ta oisé toe siekhiejé. = Spreek in het Hindoestanie, zodat je leert.
- Satjé ké? = Echt?
- Ham biehaań djaabe = Ik zal morgen gaan.
- Abbé kaai badjal bha? = Hoe laat is het nu?
- ... badjal bha. = Het is ... uur.
- Ham bhoelaai gaailie. = Ik heb het vergeten.
- Oké toe etna bieswas na karal karieje. = Je moet hem/haar niet zoveel vertrouwen.
- Oké khaaikwa daai dé. = Geef hem/haar het eten.
- Ham oe sab ké sańghé rahiela. = Ik woon bij hen.
- Ie mauwsam bahoet atja bha. = Dit weer is erg mooi
- Aadj khoeb garam/thańdha bha. = Vandaag is het eeg warm/koud.
- Ham égo boek parrhiela. = Ik lees een boek.
- Toré khaatien ham kaun phoel toerr déi? = Welke bloemen zal ik voor jou plukken?
- Oe hamme sab baat samdjhaais hai. = hij/zij legde me alles uit
- Ham tosé mangiela biehaa karé. = Ik wil met je trouwen.
- Hamaar kooi kaa kariejé? = Wie kan mij wat doen?
- Ham toké tjaahiela. = Ik vind je leuk.
- Ham djaai ké parrie = Ik moet gaan

### Werkwoordsvormen
- Ham karlie = Ik deed
- Ham kariela/karat batie= Ik doe
- Ham karab/karbe = Ik zal doen
- Ham karat rahlie = Ik was aan het doen
- Ham karat rahab/rahbé = Ik ga het doen
- Ham karlie rahab/rahbé = Ik zal het gedaan hebben
- Toe karlé = Jij deed
- Toe karéla/karat baté= Jij doet
- Toe karieje/karbé = Jij zult doen
- Toe karat rahlé = Jij was aan het doen
- Toe karat rahiejé/rahbé = Jij gaat doen
- Toe karlé rahiejé/rahbé = Jij zult hebben gedaan
- Oe(sab) karies/karal/karien= Hij/Zij/Ze deed/deden
- Oe(sab) karé = Hij/Zij/Ze doet/doen
- Oe(sab) karie = Hij/Zij/Ze zal het doen/zullen doen
- Oe(sab) karé rahie/rahiega = Hij/Zij/Ze zal doen/zullen doen
- Oe(sab) karies/karal/karien rahie/rahiega = Hij/Zij/Ze gedaan hebben/zullen hebben gedaan